# Branko Vukelić
 (avril 2019).
Si vous disposez d'ouvrages ou d'articles de référence ou si vous connaissez des sites web de qualité traitant du thème abordé ici, merci de compléter l'article en donnant les références utiles à sa vérifiabilité et en les liant à la section « Notes et références ».
Branko Vukelić (né le 9 mars 1958 à Karlovac – mort le 3 mai 2013 dans la même ville) est un homme politique croate. Il a été ministre de l’Économie, puis de la Défense, sous les deux gouvernements d’Ivo Sanader et sous celui de Jadranka Kosor, de 2008 à 2010. Branko Vukelić a été directeur régional de "INA" à Karlovac de 1991 à 1997.